# The Brandery

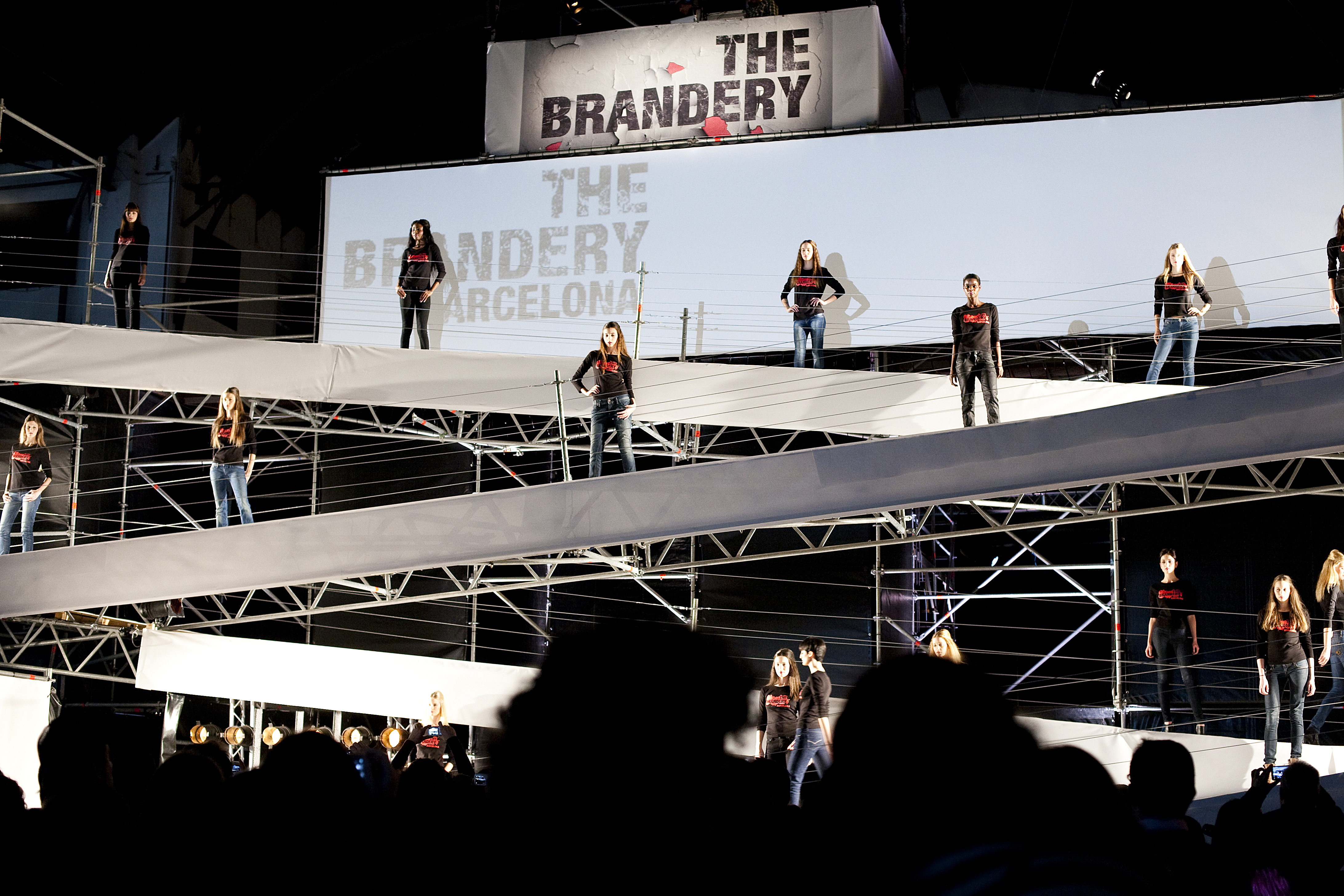
Desfilada a The Brandery, gener de 2011

The Brandery va ser una fira de disseny i moda urbana, organitzada per la Fira de Barcelona entre els anys 2009 i 2012. Comptava amb dues edicions cada any, a l'estiu i a l'hivern. La primera edició es va celebrar el mes de juliol de 2009 al recinte de Montjuïc, a Barcelona, adreçada inicialment a visitants professionals, i la darrera edició fou la de juliol de 2012.
Entre les marques i dissenyadors que hi participaren hi ha Desigual, Custo Barcelona, Munich, Armand Basi, Buff, Sita Murt, Camper, le Coq Sportif, Kaporal i North Sail. També hi participaren revistes com Elle, Cosmopolitan i Vogue.

## Història
En la primera edició hi van participar 113 marques. En la tercera edició, del 28 al 30 de juny de 2010, el nombre va créixer a 215 marques, amb 17.000 visitants, una quarta part d'ells provinents de fora d'Espanya. La cinquena edició, del 13 al 15 de juliol de 2011, fou inaugurada per Xavier Trias, alcalde de Barcelona, i pel director del saló, Miquel Serrano. Aquesta edició comptà amb la novetat d'una zona oberta al públic, denominada Brandtown, per permetre la interacció de les marques amb el consumidor final. L'edició de juliol de 2011 va presentar propostes de Stella McCartney, Vivienne Westwood, Blumarine, Iceberg, Alberta Ferretti, Moschino, Frankie Morello, Roberto Cavalli i Parah. La sisena edició va tenir lloc entre el 27 i 29 de gener de 2012. La setena i darrera edició es va realitzar el juliol de 2012 i va tancar amb 162 trobades entre firmes i compradors.
L'any 2013 ja no es va realitzar l'edició d'hivern i es va anunciar la voluntat d'integrar The Brandery en un futur festival que portaria el nom de Mobile World Festival.

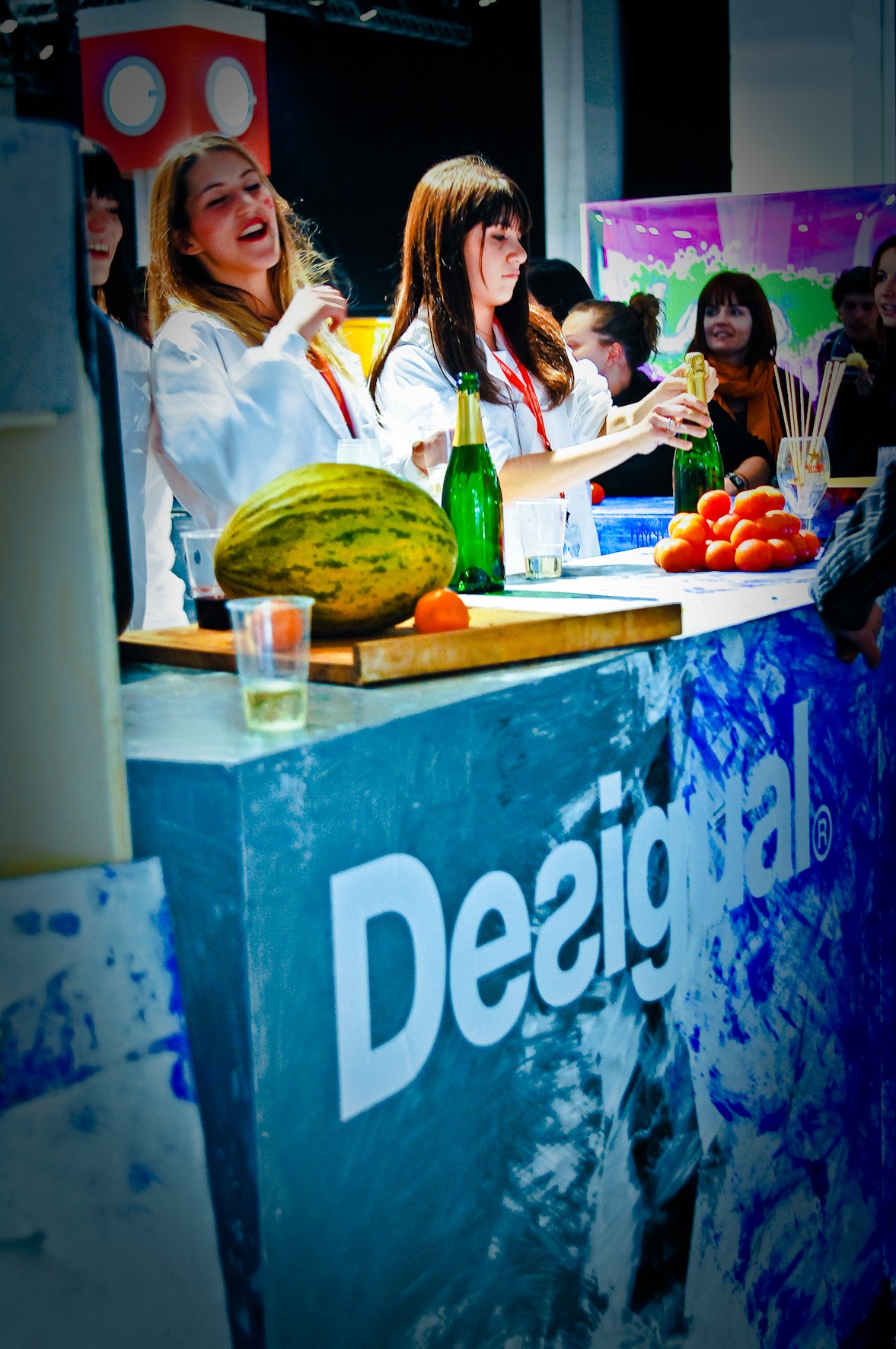
Desigual, a la fira (2010)
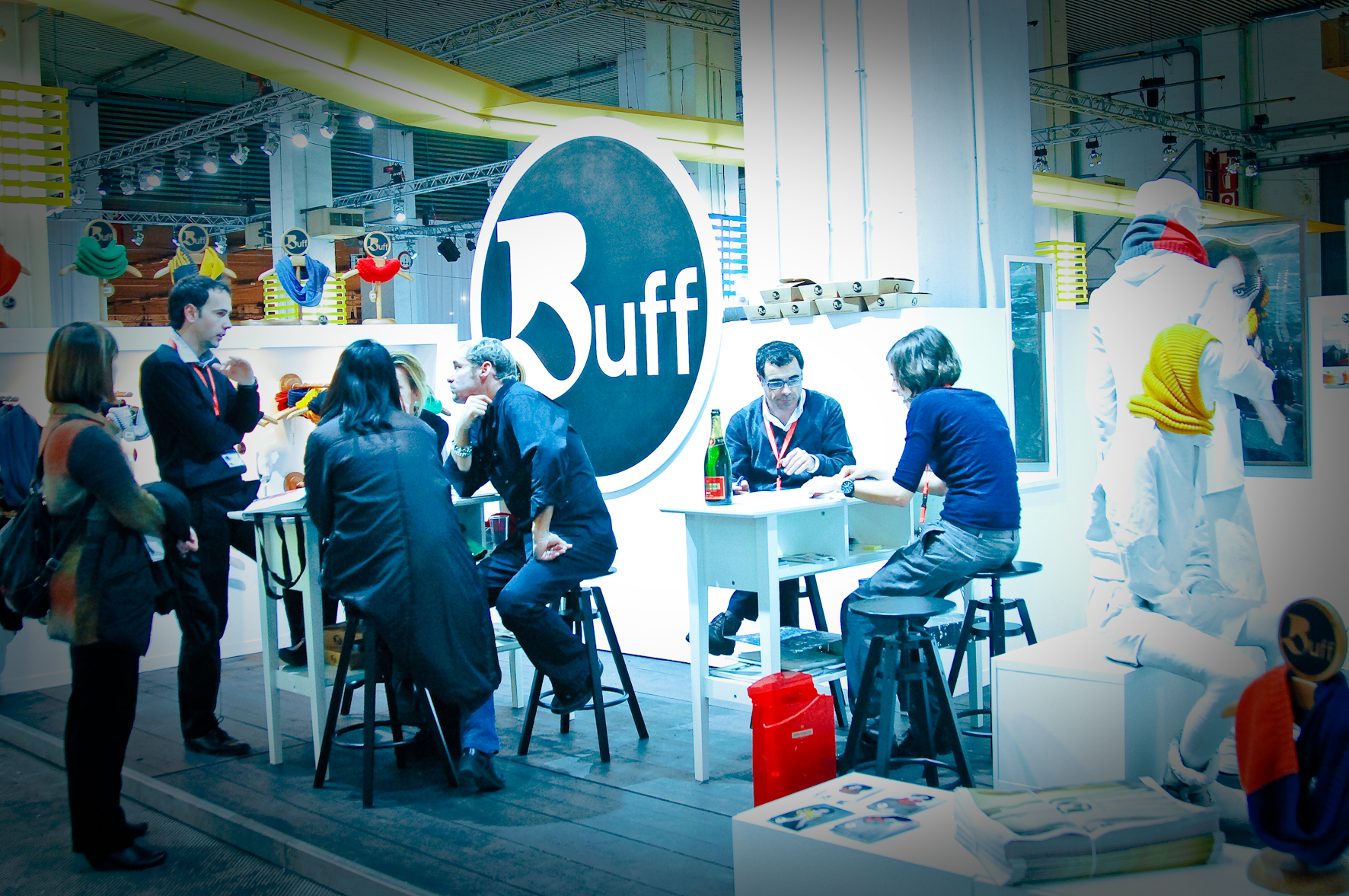
Buff, a la fira (2010)
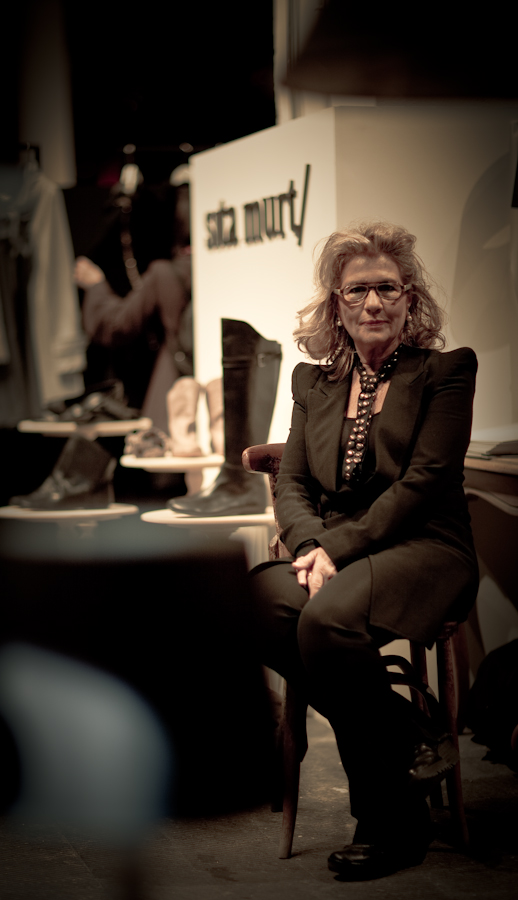
Sita Murt, a la fira (2010)
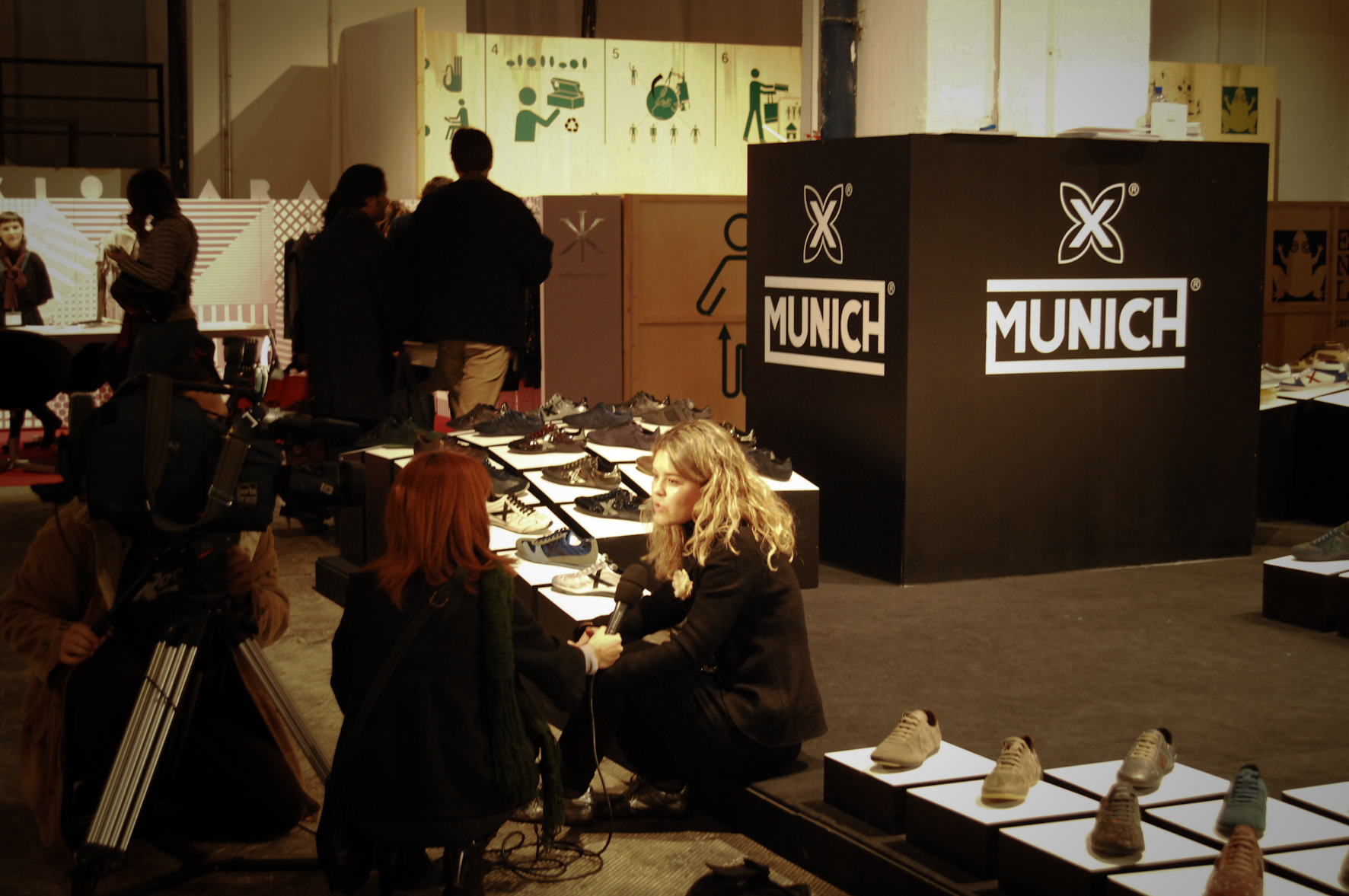
Munich (calçat esportiu), a la fira (2010)
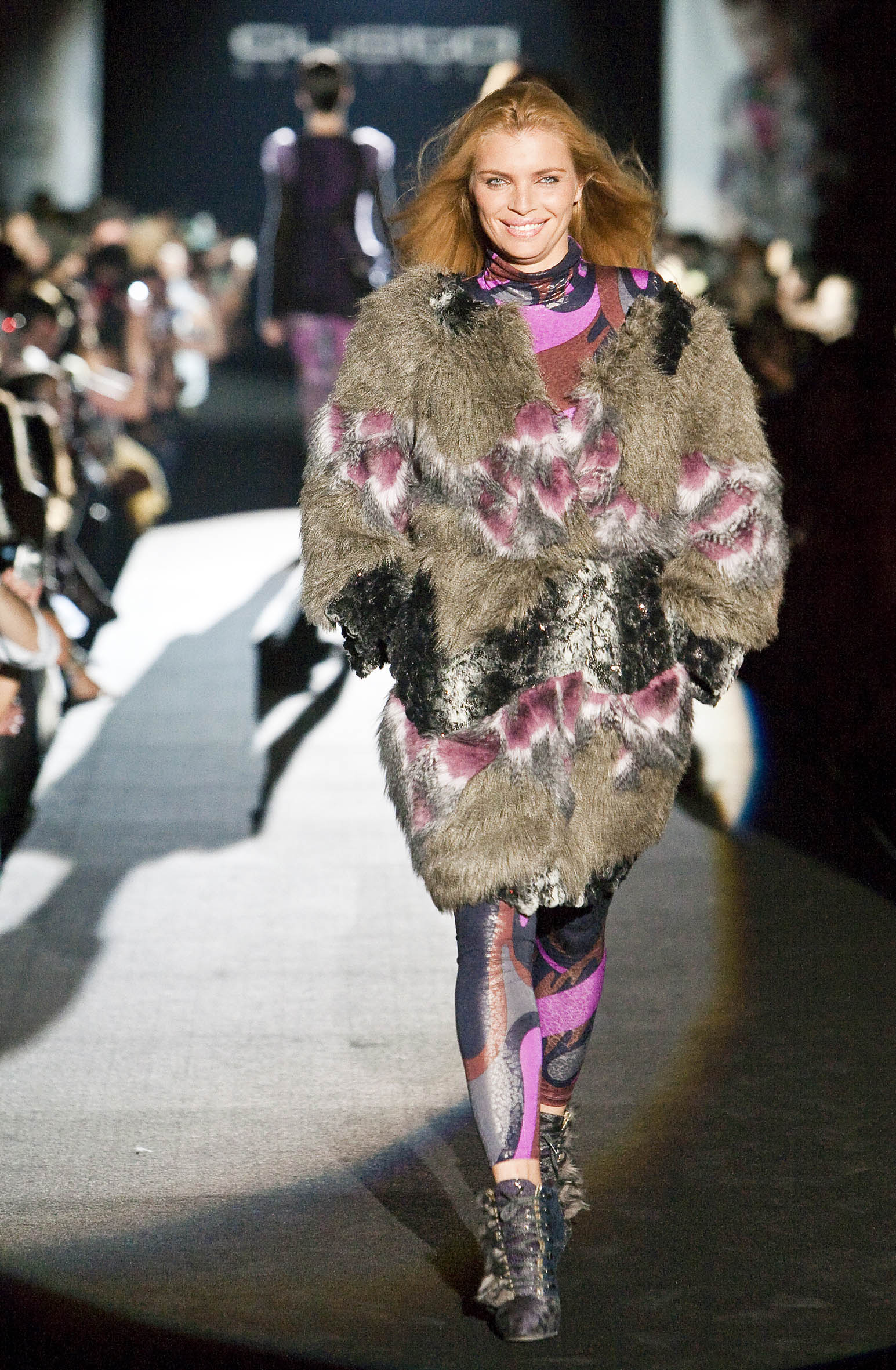
Esther Cañadas desfilant per Custo Barcelona (2010)
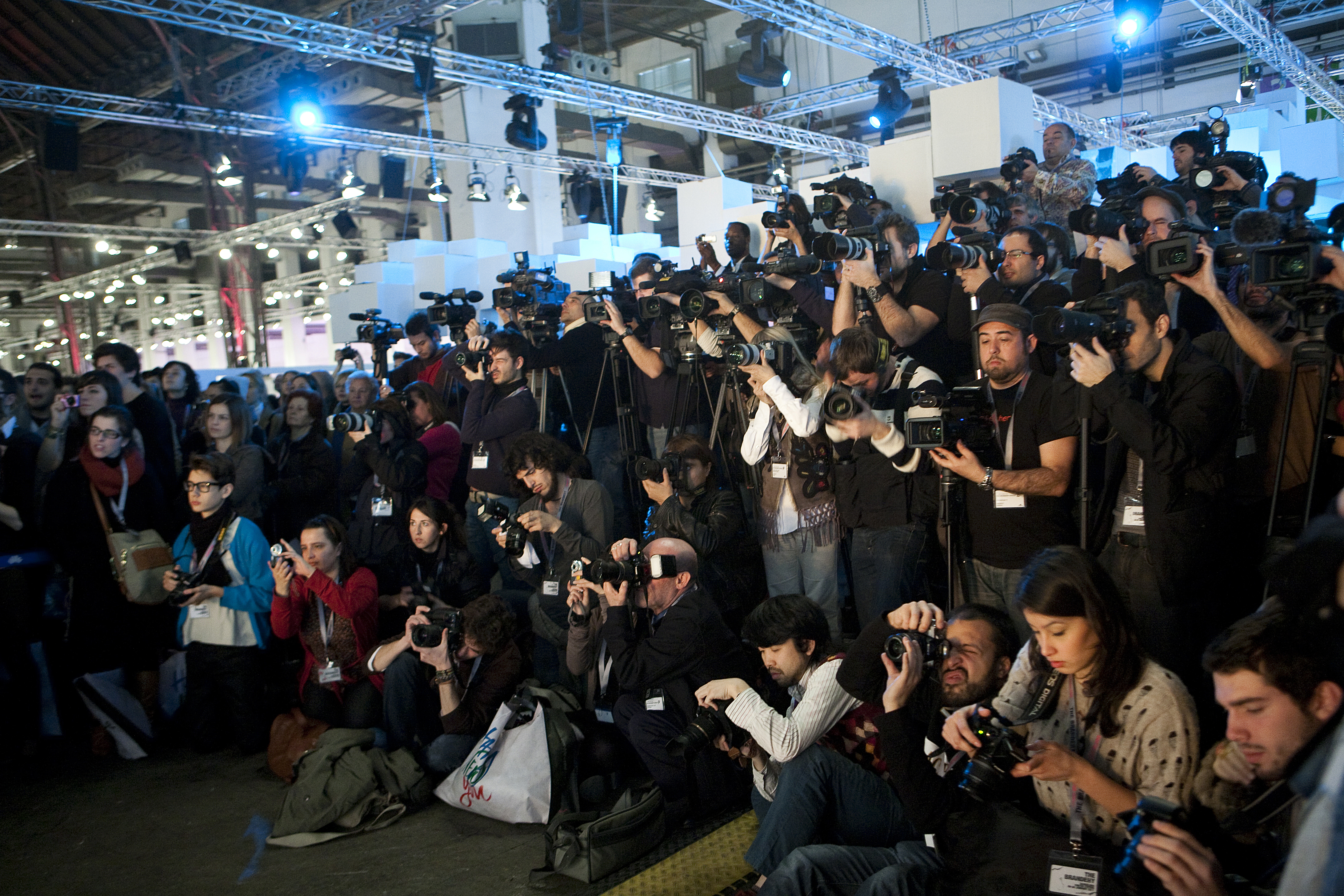
Fotògrafs de la passarel·la (gener de 2011)